# Guldgrund
Guldgrund är en medeltida förgyllningsteknik som användes för bakgrunder i målningar på pannå. Bladguld läggs på den gessotäckta pannån med, en vanligtvis matt röd, limgrundering.
Guldgrund synes tidigast ha förekommit i bysantinska mosaiker, där den undanträngde den i de äldsta kända kristna målningarna och mosaikerna använda blå bakgrunden. I tidiga bilder hölls glorior bakom de heliga personernas huvud i guld – det hände likväl, att gloriorna voro målade i olika färger – och den mandelformade glorian (mandorlan) – omslöt inte endast huvudet, utan hela figuren. Guldgrunden, mot vilken figurerna avtecknade sig, avsåg självfallet att hos åskådaren öka intrycket av prakt och majestät. Från mosaikerna överflyttades guldfonden till miniatyrer och plastiska kompositioner, och i målningar fasthölls den traditionellt under århundraden – i italiensk konst ända in på 1400-talet. I nederländska miniatyrer hade den då blivit utbytt mot perspektiviskt fördjupade bakgrunder, interiörer eller landskap. I sentida måleri har guldgrund förekommit ytterst undantagsvis i någon enstaka arkaiserande komposition.